# Hydrovatus charactes
Hydrovatus charactes är en skalbaggsart som beskrevs av Guignot 1955. Hydrovatus charactes ingår i släktet Hydrovatus och familjen dykare. Inga underarter finns listade i Catalogue of Life.